# Schizonycha flaveola
Schizonycha flaveola är en skalbaggsart som beskrevs av Moser 1917. Schizonycha flaveola ingår i släktet Schizonycha och familjen Melolonthidae. Inga underarter finns listade i Catalogue of Life.